# فلورين جيورجيو
فلورين جيورجيو (بالرومانية: Florin Gheorghiu) (ولد في بوخارست في 6 من نيسان 1944) وهو لاعب شطرنج روماني ومحاضر جامعي في اللغات الأجنبية. ظهرت موهبته الفذة في الشطرنج في وقت مبكر من حياته حيث أصبح أستاذ دولي عام 1963 وأول أستاذ كبير روماني عام 1965. فاز جيورجيو ببطولة العالم للناشئين في عام 1963.
لم يوجد الا القليل من اللاعبين الذي أستطاعوا منافسة جيورجيو في رومانيا، فقد فاز ببطولة رومانيا 9 مرات (أولها منذ كان عمره 16) ومثل فريقه في جميع أولمبياد الشطرنج المقامة بين 1962 و1990، متراساً الفريق في في عشر مناسبات منها.
يعمل جيورحيو كمحاضر لتدريس اللغة الفرنسية في جامعة بوخارست، وهو يتكلم أيضاً الإنكليزية والإسبانية والألمانيا والروسية.

## روابط خارجية
- فلورين جيورجيو على موقع الاتحاد الدولي للشطرنج (الإنجليزية)
- فلورين جيورجيو على موقع مباريات الشطرنج (الإنجليزية)
- فلورين جيورجيو على موقع 365Chess.com (الإنجليزية)
- فلورين جيورجيو على موقع Chesstempo.com (الإنجليزية)
- فلورين جيورجيو سجل أولمبياد الشطرنج على موقع OlimpBase.org (الإنجليزية)